# Wives and Other Wives
Wives and Other Wives è un film muto del 1918 diretto da Lloyd Ingraham. Il soggetto e la sceneggiatura sono firmate da Stephen Fox, nome sotto cui si cela Jules Furthman: il giornalista e scrittore, all'epoca della guerra riteneva che il suo fosse un nome "troppo" tedesco, per cui aveva adottato uno pseudonimo più "inglese".

## Trama
A causa della sua gelosia Geoffrey Challoner sospetta ingiustamente della moglie, tanto da iniziare le pratiche di divorzio. Causa scatenante, l'aver visto Robin, la giovane moglie, accarezzare delle vecchie lettere che lui pensa debbano essere di un amante. Quando poi trova un uomo nel suo letto, non ci vede più anche se quello è uno che lui ha ferito in precedenza, scambiandolo per un ladro e che la moglie ha semplicemente cercato di curare. Alla fine, tutto si ricomporrà per il meglio e Geoffrey verrà a scoprire che le misteriose lettere erano proprio le sue, quello che lui scriveva a Robin quando erano fidanzati.

## Produzione
Il film fu prodotto dall'American Film Company.

## Distribuzione
Distribuito dalla Pathé Exchange, il film uscì nelle sale cinematografiche statunitensi il 15 dicembre 1918.